# Arthrocladium
Arthrocladium — рід грибів родини Trichomeriaceae. Назва вперше опублікована 1969 року.

## Класифікація
До роду Arthrocladium відносять 4 види:
- Arthrocladium caudatum
- Arthrocladium fulminans
- Arthrocladium tardum
- Arthrocladium tropicale